# Điều chế độ rộng xung

Một ví dụ về PWM trong một cuộn cảm lý tưởng được dẫn dắt bởi một nguồn điện áp được biến điệu thành một loạt các xung, dẫn đến một dòng điện dạng hình sin trong cuộn inductor. Các xung điện áp hình chữ nhật tuy vậy lại gây ra một dạng sóng dòng điện càng mịn hơn, khi tần số chuyển mạch tăng. Lưu ý rằng dạng sóng dòng điện là tích phân của dạng sóng điện áp.

Điều chế độ rộng xung (tiếng Anh: Pulse-width modulation (PWM)), hay Điều chế thời gian xung (tiếng Anh: pulse-duration modulation (PDM)), là một kỹ thuật điều chế được sử dụng để mã hóa một thông điệp thành một tín hiệu xung. Mặc dù kỹ thuật điều chế này có thể được sử dụng để mã hóa thông tin để truyền tải, việc sử dụng chính của nó là cho phép điều khiển nguồn điện cung cấp cho các thiết bị điện, đặc biệt là để tải quán tính như động cơ. Ngoài ra, PWM là một trong hai thuật toán chính được sử dụng trong bộ sạc pin quang điện năng lượng mặt trời, thuật toán kia là giám sát điểm công suất cực đại.
Giá trị trung bình của điện áp (và dòng điện) cung cấp cho tải được kiểm soát bằng cách thay đổi việc đóng cắt giữa nguồn và tải tắt với tốc độ rất nhanh. Thời gian đóng càng lâu so với thời gian cắt, thì tổng công suất cung cấp cho tải càng cao.
Tần số đóng cắt PWM phải cao hơn nhiều so với tần số ảnh hưởng đến tải (các thiết bị sử dụng điện), để dạng sóng cuối cùng được đưa tới tải phải càng mịn càng tốt. Tốc độ (hoặc tần số) mà tại đó các nguồn cấp phải đóng cắt có thể rất khác nhau tùy thuộc vào tải và ứng dụng, ví dụ 
Việc đóng cắt phải được thực hiện nhiều lần một phút đối với một bếp điện; 120 Hz trong một bộ dimmer đèn sợi đốt; giữa một vài kiloHertz (kHz), cho đến hàng chục kHz trong một bộ điều khiển động cơ; và khoảng vài chục hoặc vài trăm kHz trong các bộ khuếch đại âm thanh và các bộ nguồn máy tính.
Thuật ngữ chu kỳ làm việc mô tả tỷ lệ giữa thời gian 'bật' với thời gian điều chỉnh hoặc 'chu kỳ' làm việc; chu kỳ làm việc thấp tương ứng với công suất thấp, bởi vì nguồn điện bị cắt trong phần lớn thời gian điều chỉnh. Chu kỳ làm việc được thể hiện theo phần trăm, 100% là bật hoàn toàn.
Ưu điểm chính của PWM đó là tổn hao công suất trên các thiết bị đóng cắt (Chuyển mạch) rất thấp. Khi khóa chuyển mạch tắt thì không có dòng điện nào đi qua, và khi bật thì nguồn sẽ được đưa sang phụ tải, thì hầu như không có sụt áp trên thiết bị chuyển mạch. Tổn hao công suất, là tích của điện áp và dòng điện, do đó trong cả hai trường hợp gần như bằng không. PWM cũng hoạt động tốt với điều khiển kỹ thuật số, mà vì tính chất bật/tắt, ta có thể dễ dàng thiết lập chu kỳ làm việc cần thiết.
PWM cũng đã được sử dụng trong một số hệ thống truyền thông, trong đó chu kỳ làm việc của nó được sử dụng để truyền tải thông tin qua một kênh truyền thông.

## Lịch sử
Trong quá khứ, khi chỉ cần một phần công suất (như động cơ máy khâu), một chiết áp (nằm trên bàn đạp của máy khâu) mắc nối tiếp với động cơ điều chỉnh dòng điện đi qua động cơ, cũng gây ra tổn hao công suất dưới dạng nhiệt trong phần tử điện trở. Đó là một sơ đồ không hiệu quả, nhưng chấp nhận được vì tổng công suất thấp. Trong khi chiết áp là một trong nhiều phương pháp điều khiển công suất (xem bài máy biến áp tự ngẫu và Variac để biết thêm thông tin), cần phải có một phương pháp chuyển mạch/ điều chỉnh công suất hiệu quả và giá thành thấp. Cơ chế này cũng cần để có thể điều khiển động cơ cho quạt, máy bơm và servo robot, và cần phải đủ nhỏ gọn để giao tiếp với dimmer bóng đèn. PWM xuất hiện như một giải pháp cho vấn đề phức tạp này.
Một trong những ứng dụng đầu tiên của PWM là trong Sinclair X10, một bộ khuếch đại âm thanh 10W ở dưới dạng kit (đồ nghề) vào thập niên1960. Cùng khoảng thời gian đó, PWM bắt đầu được sử dụng trong điều khiển động cơ AC.
Lưu ý, trong khoảng một thế kỷ, một số động cơ điện có tốc độ biến đổi đã có hiệu suất tốt, nhưng chúng phức tạp hơn động cơ có tốc độ không đổi và đôi khi cần đến thiết bị điện bên ngoài cồng kềnh, chẳng hạn như một cụm điện trở công suất biến đổi hoặc máy biến đổi quay chẳng hạn như điều khiển Ward Leonard.

## Nguyên lý

Hình 1: một sóng xung, thể hiện các định nghĩa của, và D.

Điều chế độ rộng xung sử dụng một sóng xung hình chữ nhật có độ rộng được điều chế dẫn đến sự biến thiên của giá trị trung bình của dạng sóng. Nếu chúng ta xem xét một sóng xung {\displaystyle f(t)}, với chu kỳ {\displaystyle T}, giá trị thấp {\displaystyle y_{\text{min}}}, giá trị cao {\displaystyle y_{\text{max}}} và chu kỳ làm việc D (xem hình 1), giá trị trung bình của dạng sóng đó được cho bởi:
{\displaystyle {\bar {y}}={\frac {1}{T}}\int _{0}^{T}f(t)\,dt.}
Vì {\displaystyle f(t)} là một sóng xung, giá trị của nó là {\displaystyle y_{\text{max}}} trong khoảng {\displaystyle 0<t<D\cdot T} và {\displaystyle y_{\text{min}}} trong khoảng {\displaystyle D\cdot T<t<T}. Biểu thức trên trở thành:
{\displaystyle {\begin{aligned}{\bar {y}}&={\frac {1}{T}}\left(\int _{0}^{DT}y_{\text{max}}\,dt+\int _{DT}^{T}y_{\text{min}}\,dt\right)\\&={\frac {1}{T}}\left(D\cdot T\cdot y_{\text{max}}+T\left(1-D\right)y_{\text{min}}\right)\\&=D\cdot y_{\text{max}}+\left(1-D\right)y_{\text{min}}.\end{aligned}}}
Biểu thức sau này có thể khá đơn giản trong nhiều trường hợp trong đó {\displaystyle y_{\text{min}}=0} khi {\displaystyle {\bar {y}}=D\cdot y_{\text{max}}}. Từ đó, rõ ràng là giá trị trung bình của tín hiệu ({\displaystyle {\bar {y}}}) Là trực tiếp phụ thuộc vào chu kỳ làm việc D.

Hình 2: Một phương pháp đơn giản để tạo ra mạch xung PWM tương ứng với một tín hiệu cho trước là PWM giao thoa: tín hiệu (ở đây là sóng sin màu đỏ) được so sánh với dạng sóng răng cưa (màu xanh lam). Khi tín hiệu sau là nhỏ hơn tín hiệu trước, tín hiệu PWM (màu đỏ tía) sẽ ở trạng thái cao (1). Nếu không thì nó ở trạng thái thấp (0).

Cách đơn giản nhất để tạo ra một tín hiệu PWM là phương pháp giao thoa, chỉ yêu cầu cần có một sóng răng cưa hoặc sóng tam giác (dễ dàng tạo ra bằng cách sử dụng một bộ tạo dao động đơn giản) và một mạch so sánh. Khi giá trị của tín hiệu tham chiếu (tín hiệu đặt) (sóng sin màu đỏ trong hình 2) lớn hơn sóng điều biến (màu xanh lam), thì tín hiệu PWM (màu đỏ tía) sẽ ở trạng thái cao, nếu không thì ở trạng thái thấp.

### Delta
Trong việc sử dụng điều chế delta cho điều khiển PWM, tín hiệu đầu ra được tích phân, và kết quả được so sánh với các giới hạn, tương ứng với một tín hiệu tham chiếu bù đắp bởi một hằng số. Mỗi lần tích phân của tín hiệu đầu ra đạt đến một trong những giới hạn này, tín hiệu PWM sẽ thay đổi trạng thái. Xem hình 3

Hình 3: Nguyên lý điều rộng xung delta PWM. Tín hiệu đầu ra (màu xanh) được so sánh với các giới hạn (màu xanh lá cây). Những giới hạn này tương ứng với tín hiệu tham chiếu (màu đỏ), bù đắp bởi một giá trị nhất định. Mỗi khi tín hiệu đầu ra (màu xanh lam) đạt đến một trong các giới hạn, tín hiệu PWM sẽ thay đổi trạng thái.

### Delta-sigma
Trong phương pháp điều khiển PWM sử dụng điều chế delta-sigma, tín hiệu đầu ra được trừ đi bởi một tín hiệu tham chiếu để tạo thành một tín hiệu sai số. Sai số này được tích phân, và khi tích phân của sai số này vượt quá các giới hạn, đầu ra sẽ thay đổi trạng thái. Xem hình 4

Hình 4: Nguyên lý của PWM sigma-delta. Dạng sóng màu xanh lá cây trên cùng là tín hiệu tham chiếu, trên đó tín hiệu đầu ra (PWM, trong đồ thị ở dưới) được trừ đi để tạo tín hiệu sai số (màu xanh lam, trong đồ thị ở phía trên). Sai số này được tích phân (đồ thị ở giữa), và khi tích phân của sai số này vượt quá giới hạn (những đường màu đỏ), đầu ra sẽ thay đổi trạng thái.

### Điều chế vector không gian
Điều chế vector không gian là một thuật toán điều khiển PWM cho việc tạo ra AC nhiều pha, trong đó các tín hiệu tham khảo được lấy mẫu thường xuyên; Sau mỗi mẫu, các vectơ chuyển mạch hoạt động khác-không nằm cạnh vectơ tham chiếu và một hoặc nhiều hơn các vectơ-chuyển-mạch-không được chọn cho một khoảng thời gian lấy mẫu thích hợp để tổng hợp tín hiệu tham chiếu như mức trung bình của các vectơ đã sử dụng.

### Điều khiển mômen xoắn trực tiếp (DTC)
Điều khiển mô-men xoắn trực tiếp là một phương pháp đã được sử dụng để điều khiển động cơ AC. Nó liên quan chặt chẽ với điều chế delta (xem ở trên). Mômen xoắn của động cơ và từ thông được ước lượng và được kiểm soát để nằm trong dải trễ của chúng bằng cách điều chỉnh sự kết hợp mới của thiết bị chuyển mạch bán dẫn của thiết bị mỗi khi một trong hai tín hiệu này đi chệch ra khỏi dải trễ.

### Tỷ lệ thời gian
Nhiều mạch kỹ thuật số có thể tạo ra tín hiệu PWM (ví dụ, nhiều vi điều khiển có đầu ra PWM). Chúng thường sử dụng một bộ đếm tăng dần theo chu kỳ (được kết nối trực tiếp hoặc gián tiếp với đồng hồ của mạch đó) và được reset vào cuối mỗi chu kỳ PWM. Khi giá trị bộ đếm nhiều hơn giá trị tham chiếu, đầu ra PWM sẽ thay đổi trạng thái từ cao xuống thấp (hoặc thấp lên cao). Kỹ thuật này được gọi là tỉ-lệ-thời-gian, đặc biệt là điều khiển tỷ lệ-thời gian – Trong đó tỷ lệ của một chu kỳ thời gian cố định là ở trạng thái cao.
Bộ đếm gia tăng và reset định kỳ là phiên bản rời rạc của răng cưa của phương pháp giao thoa. Mạch so sánh tương tự của phương pháp giao thoa trở thành một so sánh số nguyên đơn giản giữa giá trị hiện tại của bộ đếm và giá trị tham chiếu số (có thể được số hóa). Chu kỳ làm việc chỉ có thể được thay đổi theo các bước rời rạc, như là một hàm của độ phân giải bộ đếm. Tuy nhiên, một bộ đếm có độ phân giải cao có thể cho hiệu suất khá tốt.

### Các loại PWM

Hình 5: Ba loại tín hiệu PWM (màu xanh lam): điều chế biên cạnh trước (ở phía trên cùng), điều chế biên cạnh sau (ở giữa) và xung trung tâm (cả hai cạnh được điều chế, ở phía dưới cùng). Các đường màu xanh lá cây có dạng sóng hình răng cưa (trường hợp thứ nhất và thứ hai) và dạng sóng tam giác (trường hợp thứ ba) được sử dụng để tạo ra các dạng sóng PWM sử dụng phương pháp giao thoa.

Có ba loại điều chế độ rộng xung (PWM) đó là:
1. Trung tâm xung có thể được cố định ở trung tâm của cửa sổ thời gian và cả hai cạnh của xung được di chuyển để nén hoặc dãn độ rộng.
2. Cạnh đầu có thể được giữ ở cạnh chì của cửa sổ và cạnh đuôi được điều chế.
3. Cạnh đuôi có thể được cố định và cạnh trước được điều chế.

### Đồ thị
Đồ thị thu được (trong ba trường hợp) là tương đương nhau, và mỗi trường hợp đều có thành phần DC - một dải cơ sở bao gồm tín hiệu điều biến và các sóng mang điều biến pha tại mỗi tần số hài của sóng xung. Biên độ của các nhóm hài bị giới hạn bởi một vành bao {\displaystyle {\frac {sinx}{x}}} (hàm sinc) Và mở rộng đến vô cực.
Băng thông vô hạn là do hoạt động phi tuyến của modulator độ rộng xung. Do đó, PWM kỹ thuật số bị bóp méo răng cưa, làm giảm đáng kể khả năng áp dụng cho hệ thống truyền thông hiện đại. Bằng cách hạn chế băng thông của nhân PWM, ta có thể tránh được các hiệu ứng răng cưa này.
Ngược lại, điều chế delta là một quá trình ngẫu nhiên tạo ra phổ (đồ thị) liên tục mà không có sóng hài riêng biệt nào cả.

### Định lý lấy mẫu PWM
Quá trình chuyển đổi PWM là phi tuyến và người ta thường được cho là phục hồi tín hiệu qua bộ lọc thông thấp là không hoàn hảo cho PWM. Định lý lấy mẫu PWM  cho thấy rằng chuyển đổi PWM có thể là hoàn hảo. Định lý này được phát biểu rằng "Bất kỳ tín hiệu dãi cơ sở nào nằm trong ± 0,637 cũng có thể được biểu diễn bằng một dạng sóng điều rộng xung (PWM) với biên độ đơn vị. Số xung trong dạng sóng bằng với số lượng mẫu Nyquist và giới hạn đỉnh không phụ thuộc vào việc dạng sóng là hai-cấp hay ba-cấp."
• Định lý lấy mẫu Nyquist-Shannon:
"Nếu bạn có một tín hiệu là hoàn hảo về băng tần giới hạn đến băng thông {\displaystyle f_{0}} thì bạn có thể thu thập tất cả các thông tin có trong tín hiệu đó bằng cách lấy mẫu nó ở những thời điểm rời rạc, miễn là tốc độ lấy mẫu của bạn lớn hơn {\displaystyle 2f_{0}}".

## Các ứng dụng

### Điều khiển Servo
PWM được sử dụng để điều khiển các cơ cấu servo. Xem thêm tại điều khiển servo.

### Viễn thông
Trong viễn thông, PWM là một dạng điều chế tín hiệu, trong đó độ rộng xung tương ứng với các giá trị dữ liệu cụ thể được mã hoá ở một đầu và được giải mã ở đầu kia.
Các xung có độ dài khác nhau (bản thân thông tin) sẽ được gửi đi theo các khoảng thời gian đều đặn (tần số sóng mang của điều chế).
```
          _      _      _      _      _      _      _      _     
         | |    | |    | |    | |    | |    | |    | |    | |    
Clock    | |    | |    | |    | |    | |    | |    | |    | |    
       __| |____| |____| |____| |____| |____| |____| |____| |____

                 _      __     ____          ____   _
PWM signal      | |    |  |   |    |        |    | | |
                | |    |  |   |    |        |    | | |
       _________| |____|  |___|    |________|    |_| |___________

Data       0     1       2      4      0      4     1      0
```

Sự bao gồm của một tín hiệu đồng hồ là không cần thiết, vì các cạnh trước của tín hiệu dữ liệu có thể được sử dụng làm đồng hồ (clock) nếu một bù đắp nhỏ được thêm vào giá trị dữ liệu để tránh một giá trị dữ liệu với một xung có chiều dài bằng không.
```
                _      __     ___    _____   _      _____   __     _   
               | |    |  |   |   |  |     | | |    |     | |  |   | | 
PWM signal     | |    |  |   |   |  |     | | |    |     | |  |   | |  
             __| |____|  |___|   |__|     |_| |____|     |_|  |___| |_____

Data            0       1      2       4     0        4      1     0
```

### Cung cấp điện
PWM có thể được sử dụng để kiểm soát lượng điện được cung cấp đến một phụ tải mà không phải chịu tổn hao qua điện trở do việc phân phối điện bằng đường dây truyền tải. Nhược điểm của kỹ thuật này là điện năng tiêu thụ bởi phụ tải không phải là hằng số mà luôn gián đoạn (xem bộ chuyển đổi Buck) và điện năng được phân phối đến tải cũng không liên tục. Tuy nhiên, phụ tải có thể là cảm (cuộn dây...), và với một tần số đủ cao và khi cần thiết việc sử dụng các bộ lọc điện tử thụ động bổ sung, mạch xung có thể được làm mịn và hình dạng sóng analog trung bình được phục hồi. Dòng điện đi vào tải có thể trở thành liên tục. Dòng điện từ nguồn cấp không phải là hằng số và sẽ cần lưu trữ điện năng ở phía cung cấp trong hầu hết các trường hợp. (Trong trường hợp của một mạch điện, một tụ điện để hấp thụ năng lượng được lưu giữ trong cuộn cảm phía cung cấp).
Các hệ thống điều khiển công suất PWM tần số cao có thể dễ dàng được thực hiện với các thiết bị chuyển mạch bán dẫn. Như đã giải thích ở trên, hầu như không có tổn hao công suất bởi các thiết bị chuyển mạch này dù là ở trạng thái bật hoặc trạng thái tắt. Tuy nhiên, trong quá trình chuyển đổi giữa trạng thái bật và tắt, cả điện áp và dòng điện đều khác-không và do đó công suất bị tổn hao trong các thiết bị chuyển mạch này. Bằng cách nhanh chóng thay đổi trạng thái giữa đóng hoàn toàn và cắt hoàn toàn (thường là dưới 100 nano giây), tổn hao công suất trong các thiết bị chuyển mạch có thể khá thấp so với công suất được truyền qua tới tải.
Các bộ chuyển mạch bán dẫn hiện đại như MOSFET hoặc transitor lưỡng cực cổng-cách-ly (IGBT) là các linh kiện phù hợp cho các bộ điều khiển hiệu năng cao. Các bộ chuyển đổi tần số được dùng để điều khiển động cơ AC có thể có hiệu suất vượt quá 98%. Nguồn cấp cho thiết bị chuyển mạch có hiệu suất thấp hơn do mức điện áp đầu ra thấp (thậm chí còn nhỏ hơn 2 V đối với các bộ vi xử lý) nhưng vẫn có thể đạt được hiệu suất trên 70-80%.
Các bộ điều khiển quạt với tốc độ thay đổi dành cho máy tính thường sử dụng PWM, vì nó hiệu quả hơn rất nhiều so với một chiết áp. (Thiết bị này không thực tế để dùng trong điện tử, vì nó cần một động cơ điều khiển nhỏ).
Các dimmer dùng cho bóng đèn sử dụng trong gia đình sử dụng một loại điều khiển PWM đặc biệt. Các bộ dimmer dùng cho bóng đèn dùng trong gia đình thường bao gồm mạch điện tử để hạn chế dòng điện trong những khoảng xác định của mỗi chu kỳ của điện áp xoay chiều. Việc điều chỉnh độ sáng của bóng đèn chỉ đơn thuần là việc thiết đặt điện áp (hoặc pha) trong chu trình nửa chu kỳ AC khi dimmer bắt đầu cho dòng điện chạy qua để cấp nguồn cho bóng đèn (ví dụ bằng cách sử dụng công tắc điện tử như một triac). Trong trường hợp này, chu kỳ làm việc PWM là tỷ số của thời gian dẫn trên nửa chu kỳ được xác định bởi tần số của điện áp AC của đường dây (50 Hz hoặc 60 Hz tùy thuộc vào từng nước).
Những loại dimmer đơn giản này có thể được sử dụng hiệu quả với các nguồn ánh sáng trơ (hoặc đáp ứng tương đối chậm) ví dụ như đèn sợi đốt, việc điều chế bổ sung của dimmer chỉ gây thêm các dao động không đáng kể vào ánh sáng phát ra. Tuy nhiên, một số loại nguồn sáng khác như đèn LED, bật và tắt rất nhanh và có thể cảm thấy nhấp nháy nếu được cấp nguồn có tần số thấp. Các hiệu ứng nhấp nháy có thể nhận thấy được từ các nguồn sáng đáp ứng nhanh như vậy có thể được giảm đi bằng cách tăng tần số PWM. Nếu sự biến động của ánh sáng đủ nhanh (nhanh hơn ngưỡng dung hợp mà mắt thường có thể cảm nhận được), hệ thống thị giác của con người không thể nhận ra chúng và mắt sẽ tiếp nhận được cường độ sáng trung bình theo thời gian mà không còn hiện tượng nhấp nháy.
Trong các bếp điện, công suất biến đổi liên tục của các bộ phận làm nóng như bếp nấu hoặc nướng bằng cách sử dụng một thiết bị được gọi là simmerstat. Thiết bị này bao gồm một bộ dao động nhiệt làm việc ở khoảng hai chu kỳ mỗi phút và cơ cấu này thay đổi chu kỳ làm việc bằng núm cài đặt. Hằng số thời gian nhiệt của các bộ phận làm nóng là vài phút, do đó sự dao động nhiệt độ là quá nhỏ so với thực tế.

### Điều chỉnh điện áp
PWM cũng được sử dụng trong các bộ điều chỉnh điện áp hiệu quả. Bằng cách đóng cắt nguồn cấp cho tải với chu kỳ thích hợp, đầu ra sẽ tương ứng với một điện áp tại mức mong muốn. Nhiễu chuyển mạch thường được lọc với một cuộn cảm và một tụ điện.
Một phương pháp đo điện áp đầu ra. Khi điện áp này thấp hơn điện áp mong muốn, nó sẽ bật công tắc. Khi điện áp ra cao hơn điện áp mong muốn, nó sẽ tắt công tắc.

### Hiệu ứng âm thanh và khuếch đại âm thanh
PWM đôi khi được sử dụng trong tổng hợp âm thanh (âm nhạc), đặc biệt là tổng hợp trừ, vì nó mang lại một hiệu ứng âm thanh tương tự như hợp ca hoặc các máy tạo dao động tách đôi chơi yếu với nhau. (Trong thực tế, PWM tương đương với sự khác biệt của hai sóng răng cưa với một trong số chúng đảo ngược.) Tỷ lệ giữa mức cao và mức thấp thường được điều chế với một bộ dao động tần số thấp. Ngoài ra, việc thay đổi chu kỳ làm việc của một dạng sóng xung trong một công cụ tổng hợp tổng-hợp-trừ tạo ra các biến thể âm sắc hữu ích. Một số bộ tổng hợp có một trimmer (bộ xén) chu kỳ làm việc cho các đầu ra sóng vuông của chúng, và bộ trimmer đó có thể được thiết lập bằng tai; Điểm 50% (sóng vuông thực) là đặc biệt, bởi vì các sóng hài số-chẵn thường biến mất ở mức 50%. Sóng xung, thường là 50%, 25% và 12,5%, tạo thành các bản nhạc (soundtrack) của các trò chơi điện tử cổ điển.
Một bộ khuếch đại âm thanh mới dựa trên nguyên lý PWM đang trở nên phổ biến. Được gọi là bộ khuếch đại lớp-D, chúng tạo ra một tín hiệu đầu vào analog tương đương PWM được đưa vào loa thông qua một mạng lưới bộ lọc thích hợp để chặn sóng mang và phục hồi âm thanh nguyên gốc. Các bộ khuếch đại này được đặc trưng bởi các đặc điểm hiệu suất rất tốt (≥ 90%) và kích thước nhỏ gọn/trọng lượng nhẹ cho các đầu ra công suất lớn. Trong vài thập kỷ, các bộ khuếch đại PWM công nghiệp và quân sự đã được sử dụng phổ biến, thường là để điều khiển động cơ servo. Các cuộn cảm từ trường (field-gradient) trong các máy MRI được điều khiển bởi các bộ khuếch đại PWM công suất tương đối cao.
Về mặt lịch sử, một dạng PWM thô đã được sử dụng để phát lại âm thanh số PCM trên loa máy tính, được điều khiển bởi chỉ hai mức điện áp, điển hình là 0 V và 5 V. Bằng cách điều chỉnh thời gian cẩn thận cho xung, và bằng cách dựa vào các tính chất lọc vật lý của loa (đáp ứng tần số giới hạn, tự cảm, vv) có thể thu được gần đúng mẫu phát lại của mono PCM, mặc dù với chất lượng rất thấp, Và với kết quả rất khác nhau giữa các lần thực hiện.
Trong thời gian gần đây, phương pháp mã hóa âm thanh Direct Stream Digital đã được đưa ra, sử dụng một dạng điều chế độ rộng xung được gọi là điều chế mật độ xung, ở tốc độ lấy mẫu đủ cao (thường theo MHz) để bao phủ được toàn bộ dãi tần số âm thanh với đầy đủ độ trung thực. Phương pháp này được sử dụng ở định dạng SACD, và sự tái tạo của tín hiệu âm thanh được mã hóa cơ bản tương tự như phương pháp được sử dụng trong bộ khuếch đại lớp-D.
--- Kỹ thuật điện ---
Các tín hiệu SPWM (Sine–triangle pulse width modulation=điều chế độ rộng xung sin-tam giác) được sử dụng trong thiết kế vi-biến-tần (được sử dụng trong các ứng dụng điện mặt trời và phong điện). Các tín hiệu chuyển mạch này được đưa vào các linh kiện FET được sử dụng trong thiết bị. Hiệu suất của thiết bị phụ thuộc vào sóng hài chứa trong của tín hiệu PWM. Có rất nhiều nghiên cứu về việc loại bỏ các sóng hài không mong muốn này và cải thiện sức mạnh cơ bản, một số trong đó bao gồm việc sử dụng một tín hiệu sóng mang biến đổi thay vì một tín hiệu răng cưa cổ điển để giảm tổn thất điện năng và nâng cao hiệu suất. Một ứng dụng phổ biến nữa là trong robot, trong đó tín hiệu PWM được sử dụng để điều khiển tốc độ của robot bằng cách điều khiển động cơ.